# Kobarid
Kobarid (en italiano Caporetto, en alemán Karfreit) es una localidad, capital del municipio homónimo en la región occidental de Eslovenia, en el Alto Valle del Soča (en italiano "Valle del Isonzo"), cerca de la frontera con Italia.
Kobarid es conocida por la famosa Batalla de Caporetto, donde la Retirada Italiana fue documentada por Ernest Hemingway en su novela Adiós a las armas. En el centro de la ciudad de Kobarid se encuentra el premiado Museo que recuerda la Batalla.
En el adyacente sitio arqueológico de "Tonocov Grad" hay construcciones de la época del Imperio romano.

## Personajes ilustres
- Simon Gregorčič, poeta
- Jožef Školč, político, presidente del Parlamento esloveno y Ministro de Cultura
- Andrej Uršič, periodista, activista político, miembro del TIGR, y mártir prodemócrata